# Stetige Wahrscheinlichkeitsverteilung
Die stetigen (Wahrscheinlichkeits)verteilungen, auch diffuse oder atomlose (Wahrscheinlichkeits)verteilungen bzw. Wahrscheinlichkeitsmaße genannt, sind in der Stochastik eine große Klasse von häufig auftretenden Wahrscheinlichkeitsverteilungen auf den reellen Zahlen. Sie zeichnen sich dadurch aus, dass kein isolierter Punkt eine große Wahrscheinlichkeit zugeordnet bekommt. Insofern bilden sie das Gegenstück zu den diskreten Wahrscheinlichkeitsverteilungen.
Die stetigen Verteilungen sind eng verbunden mit den absolutstetigen Verteilungen, aber nicht mit ihnen identisch. Sie sollten somit nicht verwechselt werden.

## Definition
Gegeben sei eine Wahrscheinlichkeitsverteilung {\displaystyle P} auf den reellen Zahlen {\displaystyle \mathbb {R} }, versehen mit der Borelschen σ-Algebra {\displaystyle {\mathcal {B}}(\mathbb {R} )}.
Dann heißt {\displaystyle P} eine stetige Wahrscheinlichkeitsverteilung, wenn die Verteilungsfunktion {\displaystyle F_{P}} von {\displaystyle P} stetig ist.
Äquivalent dazu ist, dass {\displaystyle P} atomlos ist. Das bedeutet, es existiert kein {\displaystyle x\in \mathbb {R} }, so dass {\displaystyle P(\{x\})>0} ist.

## Weitere Unterteilung
Nach dem Darstellungssatz lässt sich jede stetige Wahrscheinlichkeitsverteilung noch weiter zerlegen in
- Eine absolutstetige Wahrscheinlichkeitsverteilung, für die eine Wahrscheinlichkeitsdichtefunktion existiert.
- Eine stetigsinguläre Wahrscheinlichkeitsverteilung, deren Ableitung fast überall verschwindet.

## Abgrenzung zu den absolutstetigen Wahrscheinlichkeitsverteilungen
Wie oben bereits erwähnt, ist jede absolutstetige Wahrscheinlichkeitsverteilung immer auch eine stetige Wahrscheinlichkeitsverteilung. Die Umkehr gilt im Allgemeinen nicht, wie das pathologische Beispiel der stetigsingulären Cantor-Verteilung zeigt.
Somit sollten absolutstetige und stetige Wahrscheinlichkeitsverteilungen nicht verwechselt werden. Schon allein aufgrund der Wahrscheinlichkeitsdichtefunktion ist die Handhabung von absolutstetigen Wahrscheinlichkeitsverteilungen wesentlich leichter als die von stetigen.